# Falcon 9 v1.2
Falcon 9 Full Thrust (också känd som Falcon 9 v1.2 eller Falcon 9 FT) var en nordamerikansk bärraket designad av SpaceX. Första uppskjutningen gjordes från LC-40 vid Cape Canaveral Air Force Station, den 22 december 2015.
Raketen var en uppdaterad version av Falcon 9 som ersatte Falcon 9 v1.1. Några förändringar är kraftigare motorer på första steget och ett större andra steg.

## Lyftförmåga
I sitt grundutförande med förmåga att på ett kontrollerat sätt landa raketens första steg kan raketen placera 13 150 kg i låg omloppsbana runt jorden och 5 300 kg i en omloppsbana vars högsta punkt är geostationär.
Om första steget inte ska göra en kontrollerad landning ökar lyftförmågan till låg omloppsbana till 22 800 kg och mot geostationär till 8 300 kg.

## Landa raketsteg
Den 22 december 2015 lyckades man landa första steget på land, några hundra meter från uppskjutningsrampen. Den 18 april 2016 lyckades man även landa ett första steg på en pråm, ute på Atlanten.

## Explosion
Under förberedelse inför en uppskjutning planerad till början av september 2016, exploderade en raket den 1 september 2016 på startplattan LC-40 på Cape Canaveral. Raketen och lasten totalförstördes.
Den 2 januari 2017 meddelade SpaceX att explosionen troligen orsakats av att flytande syre trängt in i isoleringen kring en heliumtank, som var placerad inne i raketens andra stegs syretank.

## Återanvändning
Den 31 mars 2017 gjordes den första uppskjutningen med ett första steg som hade använts en gång tidigare. Efter uppskjutningen lyckades raketsteget återigen landa på en pråm ute på Atlanten.

## Uppskjutningar
Lista över SpaceX raketuppskjutningar